# Петровский парк (Выборг)
Петровский парк — парк на Смоляном мысу, расположенный на территории Аннинских укреплений в Петровском микрорайоне города Выборга на острове Твердыш и примыкающий к Петровской площади.

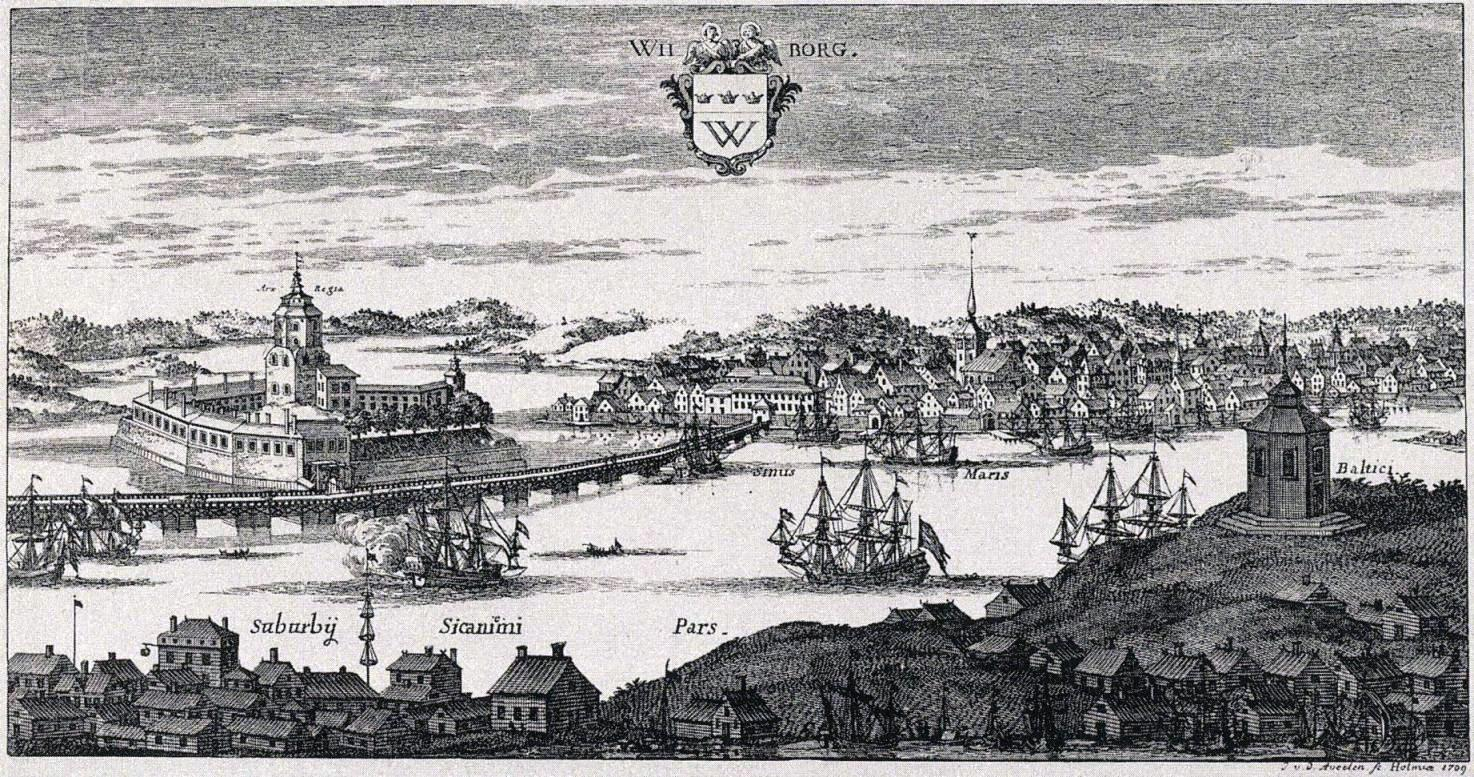
Вид с вершины скалы на замок и город в начале XVIII века

Территория нынешнего парка издавна была занята деревянными частными домами с обширными огородами. В 1710 году, во время осады Выборга российскими войсками, на вершине горы, с которой открывается обзор на Выборгский замок, располагалась ставка руководившего войсками Петра I, о чём свидетельствуют царский вензель и крест, выбитые на скале, по преданию, самим Петром. В XVIII веке на горе были возведены фортификационные сооружения Аннинских укреплений, в том числе пороховые погреба. В 1846 году на вершине и на восточном склоне Петровской горы проектируется парк, разбитый в середине XIX века (сад, или променад Святой Анны). В нём были высажены высокоствольные и долговечные деревья, такие как лиственница сибирская и ива древовидная. В 1855 году в саду на вершине скалы был воздвигнут Редут Петра Великого; сад обнесли оградой. В 1873 году часть территории сада была передана военным ведомством городским властям, а в 1880-е годы на горе был выстроен ресторан.

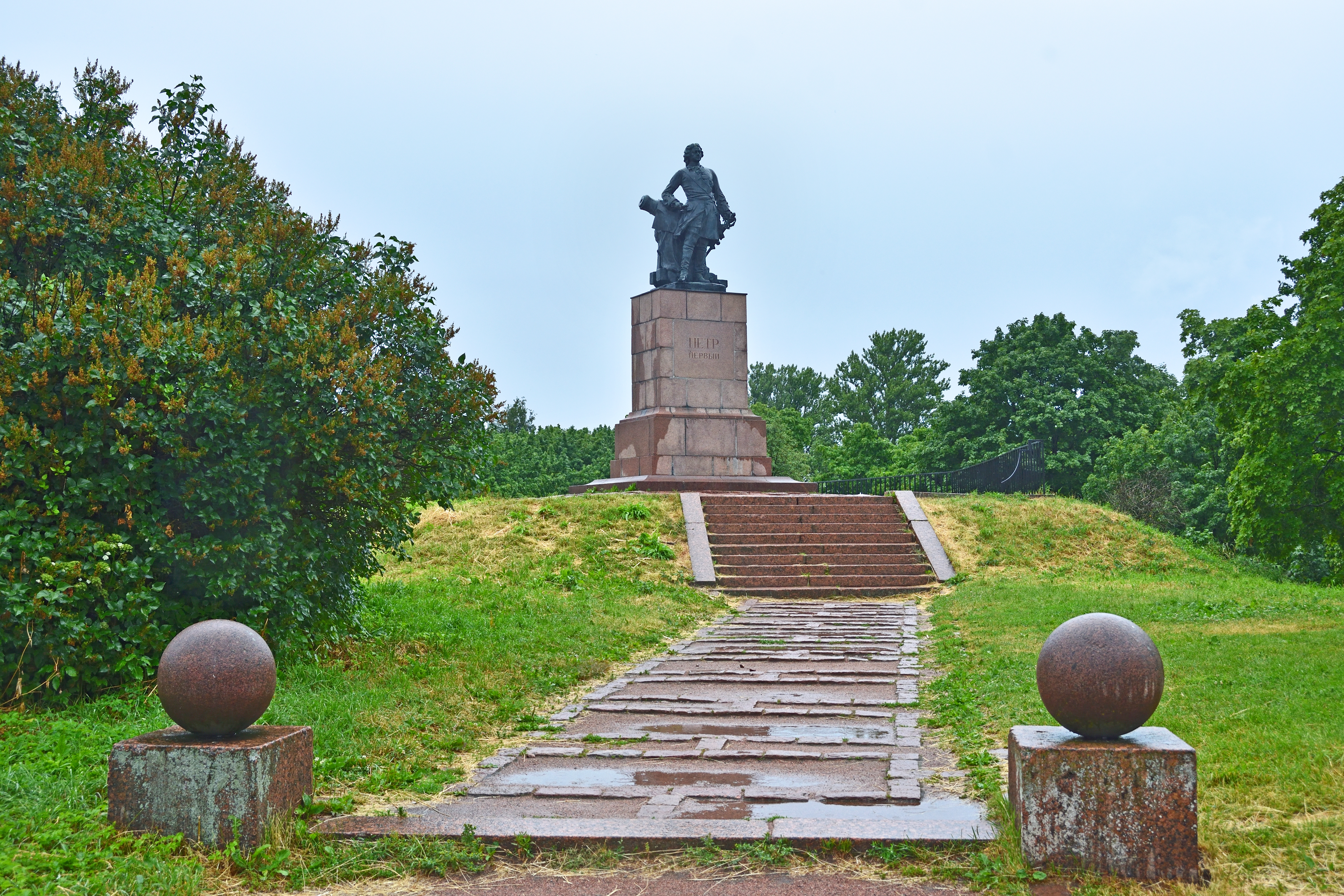
Памятник Петру I

В ходе подготовки к празднованию двухсотлетия взятия Выборга русскими войсками император Николай II принял решение о возведении на вершине горы памятника Петру I и военного собора. В связи с этим ресторан и Редут были снесены. В 1910 году в расширенном и благоустроенном парке состоялись торжественное открытие памятника и закладка собора. Дорога, ведущая на вершину скалы к памятнику императору и огороженным вензелю и кресту, была украшена корабельными мортирами. А рядом со строящимся Петропавловским собором была установлена временная деревянная православная часовня.

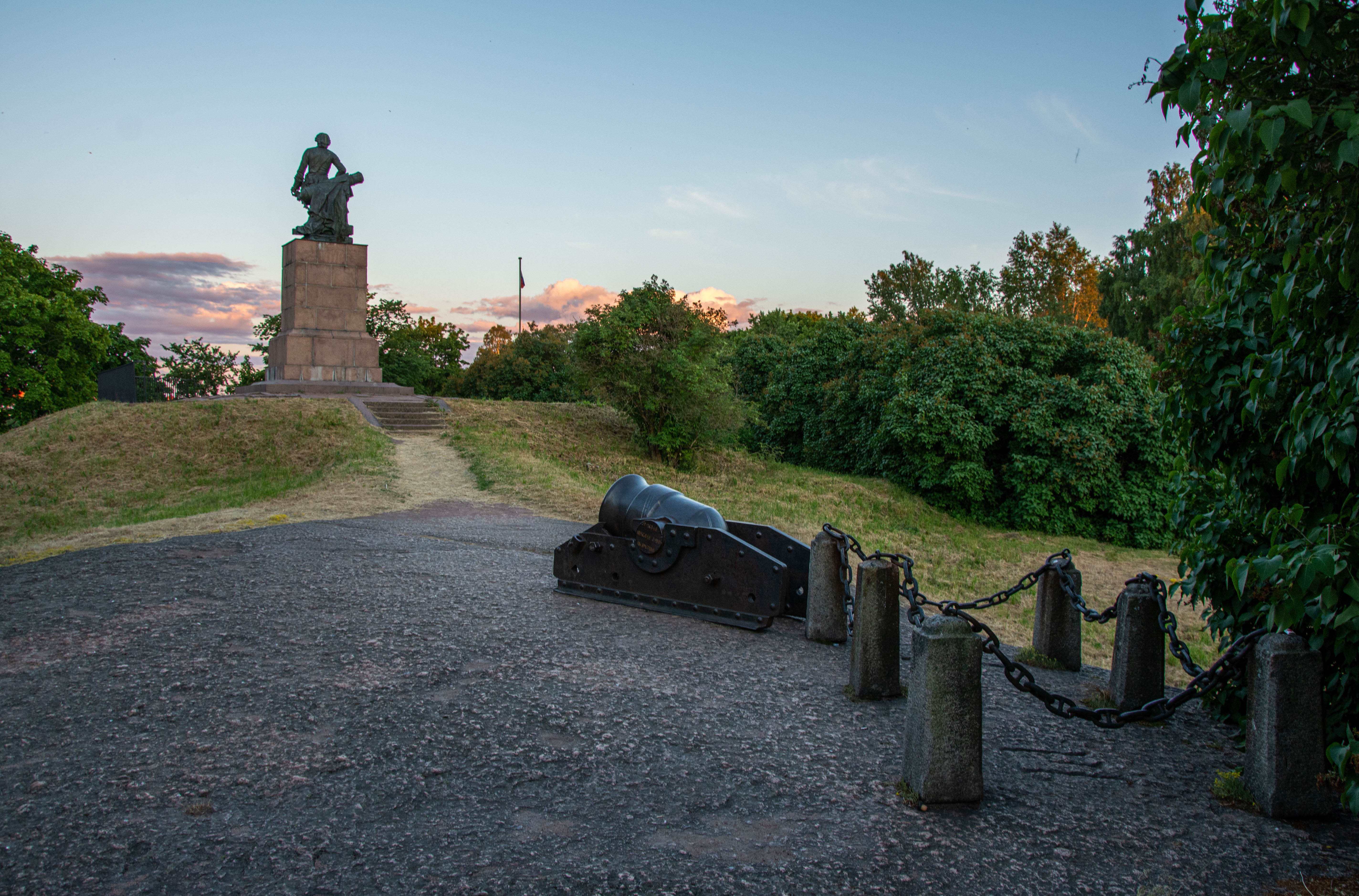
Мортира у вензеля с крестом

Однако после провозглашения независимости Финляндии в апреле 1918 года финские войска заняли Выборг и сбросили бронзовую статую с постамента. Её место в 1927 году занял каменный лев — памятник Независимости Финляндии, при установке которого на вершине скалы к площадке была подведена гранитная лестница и сделано металлическое ограждение. Не сохранилась и часовня. Новой достопримечательностью парка стало возведённое на фундаменте недостроенного православного собора здание окружного архива в стиле функционализма. Поблизости была обустроена обзорная площадка на Выборгский замок. Также в парке располагалась использовавшаяся для концертных выступлений деревянная эстрада у дома офицерского собрания. В этот период парк официально назывался Tervaniemenpuisto (с фин. — «парк Смоляного мыса»).

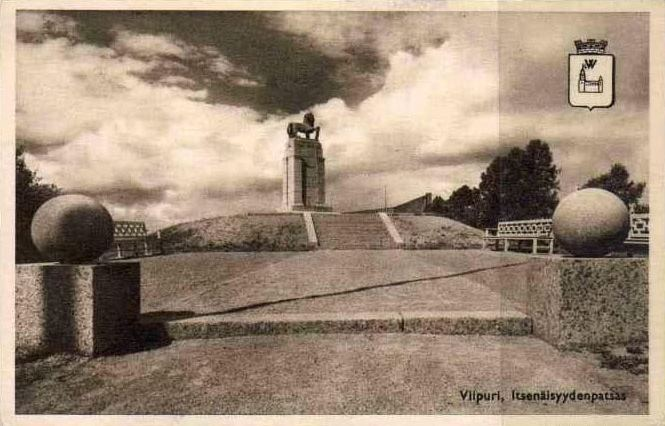
Памятник Независимости Финляндии

В 1940 году после Советско-финляндской войны (1939—1940) советские военнослужащие убрали памятник Независимости Финляндии, а затем вернули на историческое место памятник Петру I. Но уже в августе 1941 года финскими войсками, вернувшимися в город, памятник Петру I был снова сброшен, а обломки памятника Независимости Финляндии размещены в парке.
В послевоенное время были проведены работы по благоустройству Петровского парка: обломки памятника Независимости перенесены в парк Монрепо, и в 1954 году на прежнем месте, но на новом постаменте восстановлен памятник Петру I. В 1958 году возведена металлическая ограда парка с гранитными столбами. Позднее старинное здание порохового погреба было приспособлено под предприятие общественного питания и магазин.